# Súrjik
Súrjik (суржик en ciríl·lic) és una sèrie de sociolectes mixtos de les llengües ucraïnesa i russa emprats a certes regions d'Ucraïna i a les terres dels voltants. No hi ha una llista fixa de característiques del súrjik; el terme s'utilitza per a la "transgressió de la norma, la desobediència de les normes o una manca de consciència de les regles de les varietats estàndard dels idiomes ucraïnès i rus". La paraula ucraïnesa súrjik volia dir originalment farina o pa fet d'una mescla de grans, per exemple, de blat amb sègol.
La proporció d'ucraïnès i de rus en la barreja de vocabulari que formen varia molt depenent de la ubicació, o fins i tot de vegades d'una persona a una altra, segons llur nivell d'educació, l'experiència personal, la residència rural o urbana, etc. El percentatge de paraules russes i d'interferències fonètiques tendeix a augmentar gradualment cap a l'est, al sud i al voltant de les grans ciutats de llengua russa. El súrjik es parla generalment a la majoria de les zones rurals de l'est d'Ucraïna, amb l'excepció de les grans àrees metropolitanes de Donetsk, Khàrkiv, Luhansk, i especialment Crimea, on la majoria de la població utilitza l'estàndard rus. A les zones rurals d'Ucraïna occidental, l'idioma parlat conté menys elements russos que al centre i l'est d'Ucraïna, però no obstant això té influència russa. L'antic origen comú i el caràcter més recent de les divergències del rus i l'ucraïnès fan que sigui difícil establir el grau de barreja en una varietat com el súrjik.

## Freqüència d'ús del Súrjik
D'acord amb les dades de l'Institut Internacional de Sociologia de Kíev presentades el 2003, de l'11 al 18% de la població d'Ucraïna es comunica en Súrjik. Més específicament, a l'oest d'Ucraïna, el súrjik és parlat pel 2,5% de la població, mentre que al sud, el Súrjik és parlat per més del 12,4% de la població. Mentrestant, a l'est, el 9,6% de la població parla Súrjik. Atès que a l'oest d'Ucraïna és major el percentatge de parlants d'ucraïnès que no de persones de parla russa que a la resta d'Ucraïna, és comprensible que el nombre de parlants de Súrjik tendeixi a ser inferior que a l'est i al sud.
Un dels problemes a l'hora d'analitzar la situació lingüística d'Ucraïna és que sol haver-hi errors en la barreja de codis en tots els nivells. És a dir, en el cas d'aquells que s'identifiquen a si mateixos com de parla russa o ucraïnesa sovint s'hi pot trobar que barregen els dos idiomes en un grau determinat. Només algunes d'aquestes persones reconeixen l'ús incorrecte d'una o de les dues llengües i que barregin el rus i l'ucraïnès en el seu discurs.

## Història

### Era presoviètica
A les regions on hi ha continuïtats dialectals, és natural que també existeixin formes dialectals de transició entre les llengües relacionades dels pobles veïns, com per exemple entre l'ucraïnès i el rus, el bielorús, el polonès o l'eslovac. Un dels mecanismes naturals de desenvolupament de les llengües és també la incorporació d'elements d'altres llengües com a resultat dels contactes lingüístics. No obstant això, el desenvolupament i la difusió del surjyk ucraïnès-rus a Ucraïna estan relacionats amb la llarga convivència d'aquestes dues llengües en un mateix territori amb un estatus sociopolític desigual. Durant el període en què els territoris ucraïnesos pertanyien a l'Imperi Rus, el rus era la llengua de les classes socials altes i, amb el suport de l'estat, cobria les necessitats de l'aparell estatal, la ciència, la tècnica, l'educació, l'exèrcit i la marina, entre altres àmbits, mentre que les funcions de l'ucraïnès es limitaven principalment a la comunicació quotidiana, el folklore o les obres artístiques, generalment sobre la vida rural. Aquestes condicions van afavorir la formació de relacions de diglòssia, amb el rus en el paper de llengua "alta" i l'ucraïnès col·loquial (o els seus dialectes locals o el surjyk) en el paper de llengua "baixa" (segons una altra terminologia, llengües de "cultura alta" i "cultura baixa"). En condicions de diglòssia, les formes i el lèxic de la llengua "alta" sovint es "filtren" a la llengua "baixa", però en una forma lleugerament adaptada.
El 1721, el tsar Pere I de Rússia va decretar la prohibició de publicació de llibres a Ucraïna, exceptuats els llibres religiosos en rus, i es varen cremar els llibres i els registres en ucraïnès. Més tard, el 1786, es va manar que els serveis religiosos de l'Església Ortodoxa Ucraïnesa s'havien de dur a terme utilitzant només la pronunciació russa de l'antic eslau eclesiàstic, i no la pronunciació d'Ucraïna. Decrets de 1863, 1876 i 1881 prohibiren la publicació i importació de llibres d'Ucraïna, així com l'ús públic de la llengua ucraïnesa en conjunt. El règim aleshores va considerar l'ús de l'ucraïnès una expressió de l'oposició al govern i en conseqüència el va perseguir durament. La llengua ucraïnesa també es va prohibir en el teatre i la música i les obres s'havien de traduir a altres idiomes. L'educació en llengua ucraïnesa en aquestes circumstàncies va patir la mateixa persecució i els mestres d'ètnia ucraïnesa foren substituïts per mestres d'origen rus. De fet, l'any 1900, els nens eren castigats per parlar ucraïnès a l'escola l'un amb l'altre i fins i tot va haver-hi gent que va perdre la feina tan sols per haver parlat en ucraïnès. Aquesta persecució també va existir a l'oest d'Ucraïna sota el domini austríac i hongarès a la darreria del segle xviii i XIX. Però, aquestes mesures de política lingüística contra l'ús de l'ucraïnes no foren tan greus com a l'est d'Ucraïna sota el règim tsarista. Per exemple, a Zakarpattia, l'hongarès va ser l'única llengua que el govern permetia que tengués usos legals i la ucraïnesa va ser foragitada de les institucions, per exemple de les escoles.

### Època soviètica
Durant l'època de la Unió Soviètica, la llengua ucraïnesa va rebre cert suport estatal (especialment durant els anys de la coneguda "ucraïnització"), però en general també exercia funcions secundàries en comparació amb el rus, que dominava en l'àmbit de la ciència, la tècnica, l'economia, l'educació superior, l'administració pública, l'aparell de partit i estat, les forces de seguretat, els mitjans de comunicació i l'edició de llibres, i també era considerat la "llengua de la comunicació interètnica". La influència del rus sobre altres llengües de la URSS es va veure reforçada també per la introducció de l'educació general, el desenvolupament econòmic, la urbanització, la militarització, la migració de la població (inclosa la forçada) i altres transformacions socials radicals.
En la dècada de 1930 i en els anys següents, hi va haver una influència important del rus a Ucraïna, i el règim de Ióssif Stalin va començar a reprimir activament l'ucraïnès. L'ucraïnès i altres idiomes de la Unió Soviètica es van considerar una amenaça per al poder centralitzat i es pensà que havien interromput el procés d'unificació lingüística del poble soviètic. Es va fomentar l'ús d'un lèxic i d'una fraseologia semblants o iguals a les del rus en els diccionaris, gramàtiques i recomanacions als editors i impressors. Això en general va donar lloc a un ucraïnès més russificat que el d'abans de la Unió Soviètica. Després de la independència, aquest canvi en la codificacióva fer que esdevingués un tema de debat què és en realitat l'ucraïnes correcte.
S'havia insistit en les paraules i les altres formes d'expressió en ucraïnès que són semblants a les del rus. A més, moltes paraules russes varen substituir els equivalents ucraïnesos i es van adaptar a la gramàtica i fonètica ucraïneses. La taula següent conté exemples de com va canviar l'ucraïnès durant l'era soviètica.
| Formes pre-soviètiques            | Darreres formes soviètiques | Rus estàndard           | Traducció catalana |
| --------------------------------- | --------------------------- | ----------------------- | ------------------ |
| Колишній (Kolyxnii)               | Бувший (Buvxyi)             | Бывший (Byvxiy)         | Ex                 |
| Прибутки (Prybutky)               | Доходи (Dokhody)            | Доходы (Dokhody)        | Beneficis          |
| Відтак, відтоді (Vidtak, Vidtodi) | З тих пір (Z tykh pir)      | С тех пор (S tjekh por) | Des d'aleshores    |

Els membres de les elits culturals que havien promogut les llengües locals durant el govern de Stalin varen ser purgats dels càrrecs de responsabilitat a fi d'enfortir la cohesió de l'imperi soviètic i de promoure el rus com a llengua oficial de la Unió Soviètica.

### De la independència a l'època contemporània
Després de la caiguda de la Unió Soviètica i el naixement d'Ucraïna com a estat independent, la llengua ucraïnesa es va convertir en un tema clau en la política nacional. L'ucraïnès va esdevenir l'únic idioma oficial a Ucraïna i, per tant, parlar l'ucraïnès va ser una habilitat lingüística important per als polítics i altres personatges importants. Moltes d'aquestes persones eren russoparlants que van començar a usar l'ucraïnès, però atès que no dominaven l'idioma va aparèixer una altra forma de súrjik que mostrava els efectes de la russificació en l'ucraïnès. Els lingüistes van començar a discutir aferrissadament en els debats sobre la forma correcta de parlar ucraïnès, com les polítiques lingüístiques soviètiques havien tengut un gran efecte en l'ucraïnès. D'una banda, hi ha els lingüistes que defensaven que en ucraïnès només s'havien d'emprar les formes anteriors a la Unió Soviètica, mentre que altres lingüistes argumentaven que les formes actuals, les procedents de les polítiques lingüístiques soviètiques, eren més modernes i conegudes i en conseqüència eren les més adequades per a l'ús modern.
El 24 de maig 2012 el president Víktor Ianukóvitx va presentar al parlament una llei per a fer obligatòria l'assignatura de rus a tota Ucraïna i per a fer oficial el rus i les altres llengües territorials on fossin la llengua materna d'un 10% o més de la població (romanès, hongarès, rutè, tàtar de Crimea, belarús, etc.). La sessió del parlament va acabar a cops de puny entre els membres del Partit de les Regions de Ianukóvitx i els detractors de la llei. La llei es va aprovar el juliol de 2012, la qual cosa va provocar una batussa al parlament i manifestacions de rebuig, amb càrregues policials sobretot a Kíev. A partir d'aquell moment el rus es va convertir en oficial a 6 regions i 8 capitals de regió, on l'ucraïnès va esdevenir una assignatura i va deixar de ser llengua vehicular, i el rus va esdevenir una assignatura obligatòria a tota Ucraïna.

## El súrjik com a qüestió etnopolítica
Tenint en compte aquests factors històrics, en moltes publicacions, el surjyk es considera i s'avalua no només des d'un aspecte purament lingüístic, sinó també des d'un punt de vista sociopolític, en el context de la lluita política pel paper i l'estatus de les llengües ucraïnesa i russa a Ucraïna, així com els processos de russificació o, al contrari, d'ucraïnització.
D'una banda, el surjyk es caracteritza com el parlar dels habitants rurals que s'adapten als residents russòfons de les ciutats; com una subllengua intermèdia que compleix el paper d'etapa de transició en el procés d'assimilació de la llengua ucraïnesa pel rus:"En condicions d'escola exclusivament en rus, església..., administració, exèrcit, comerç, etc., el pas a una classe social superior implicava per a l'ucraïnès també un canvi de llengua... I atès que fins al 80% dels camperols eren analfabets, aquest pas cap a la russificació es produïa a través de l'etapa intermèdia del surjyk"; com el producte de la "contaminació" de la llengua ucraïnesa pura amb russismes o fins i tot com un "fenomen patològic que amenaça la llengua ucraïnesa amb una destrucció interna a tots els seus nivells". Segons una visió alternativa d'alguns filòlegs no professionals de Moscou, el surjyk és un fenomen completament natural; alguns publicistes fins i tot anomenen el surjyk la veritable "llengua popular", i la llengua ucraïnesa literària moderna, una "neollengua artificial gallega" que els nacionalistes imposen al poble.
En les condicions actuals, també pot actuar un mecanisme "invers" de formació del surjyk com a una mena de interllengua, una etapa intermèdia en l'adquisició de la llengua ucraïnesa per part dels habitants russòfons de les ciutats. En aquest context, en articles periodístics també es planteja la visió que la lluita contra el surjyk és perjudicial, "perquè redueix el cercle dels nostres aliats, en lloc de guanyar-ne de nous", i que la lluita no ha de ser contra el surjyk, sinó per aconseguir que els russòfons "comencin, almenys, a parlar surjyk

## Literatura
En el llenguatge literari, el surjyk s'ha utilitzat majoritàriament com un recurs estilístic per tipificar i individualitzar personatges, així com per crear un efecte còmic o irònic.
Per exemple, en l'òpera de Ivan Kotliarevsky Natalka Poltavka (1819), el personatge de Vozny fa servir una barreja còmicament "macarrònica" d'ucraïnès amb eslau antic i rus, demostrant així la seva superioritat sobre els camperols senzills que parlen el dialecte de Poltava. En la novel·la de H. Tiutiunnyk Oddavaly Katriu, la introducció del surjyk en les converses dels personatges indica una barrera espiritual d'alienació, que la ciutat desnaturalitzada ha construït entre els camperols, com a portadors de la cultura ètnica tradicional, i els habitants urbans nacionalment marginats.
El surjyk o el llenguatge macarrònic també s'ha utilitzat com a recurs d'humor i sàtira en les obres de H. Kvitka-Osnovianenko, M. Starytsky, Ostap Vyshnia, S. Oliinyk, O. Chornohuz, P. Hlazovyi, entre altres.
En el duet bilingüe dels populars humoristes de varietats Tarapunka i Shtepsel, Shtepsel solia tenir el paper secundari de donar rèpliques totalment banals en rus "urbà", mentre que Tarapunka responia amb un enginyós surjyk "popular".

## Cultura popular
Sovint el súrjik s'utilitza com a recurs còmic també en les arts. Vegeu, per exemple, les obres teatrals curtes de Les Poderviansky i el repertori de l'estrella del pop Verka Serdiutxka. El grup de punk-rock Brati Hadiukini (literalment "germans viperins") canta cançons en súrjik, sovint per destacar la senzillesa rural dels seus personatges.